# Amblyseius jarooa
Amblyseius jarooa är en spindeldjursart som beskrevs av Gupta 1977. Amblyseius jarooa ingår i släktet Amblyseius och familjen Phytoseiidae. Inga underarter finns listade i Catalogue of Life.